# Joseph-Désiré Job
Joseph-Désiré Job (Vénissieux, 1º dicembre 1977) è un ex calciatore camerunese con cittadinanza francese, di ruolo attaccante.

## Biografia
È cugino di Marvin e Joël Matip, entrambi calciatori.

## Carriera
Nella sua carriera, ha giocato per Olympique Lione, Lens, Middlesbrough, Metz, Al-Ittihad, Sedan, Nizza e Lierse, concludendo la sua carriera nel 2011.
Il 7 agosto 1997 mette a segno la sua prima rete stagionale contro il Rennes (0-3).
Nell'estate del 2000 il M'Boro paga il cartellino di Job 4,5 milioni di euro prelevandolo dal Lens. Nel 2006 il Sedan lo preleva a costo zero dagli inglesi e nella stagione seguente il Nizza lo acquista per 500.000 euro.
Il 14 marzo 2010 con una nota apparsa sul sito ufficiale, i belgi del Lierse hanno reso noto l'ingaggio dell'attaccante.

## Palmarès

### Club

#### Competizioni nazionali
- Coppa di Lega inglese: 1

Middlesbrough: 2004-2005

#### Competizioni internazionali
- AFC Champions League: 1

Al-Ittihad: 2005